# Гологлав уакари
Гологлавият уакари (Cacajao calvus) е вид бозайник от семейство Сакови (Pitheciidae). Видът е световно застрашен, със статут Уязвим.

## Разпространение и местообитание
Разпространен е в Бразилия и Перу.